# Chalcosyrphus annulatus
Chalcosyrphus annulatus är en tvåvingeart som först beskrevs av Enrico Adelelmo Brunetti 1913.  Chalcosyrphus annulatus ingår i släktet mulmblomflugor, och familjen blomflugor. Inga underarter finns listade i Catalogue of Life.